# La morte è impazzita
La morte è impazzita (titolo originale Murder Gone Mad), è un romanzo poliziesco del 1931 scritto da Philip MacDonald.

## Trama
La cittadina di Holmdale, pittoresco villaggio residenziale non lontano da Londra, viene scossa da una serie di efferati omicidi che hanno inizio una notte di novembre con il ritrovamento del cadavere di un ragazzino di undici anni, Lionel Colby, e proseguono in rapida successione con altre quattro vittime, tutte pugnalate con un coltello ben affilato. Dopo ogni omicidio la polizia riceve dall'assassino notifiche dei decessi, redatte in secco stile commerciale, e firmate con lo pseudonimo "Il Macellaio". Il Sovrintendente Arnold Pike, inviato da Londra per conto di Scotland Yard, assume la direzione delle indagini e mette in opera una serie di misure che però non riusciranno a impedire che l'assassino colpisca ancora una volta, né che continui a spedire i suoi messaggi che si fanno sempre più sardonici e beffardi. Spinto a impegnarsi allo stremo, Pike infine escogiterà una trappola che farà venire il colpevole allo scoperto e permetterà di effettuare un arresto in circostanze drammatiche.

## Personaggi principali
- Arnold Pike - Sovrintendente di Scotland Yard
- Blaine, Curtis - sergenti di Scotland Yard
- Sir Geoffrey - capo della polizia della contea
- Davis, Farrow  - ispettori di polizia della contea
- Jeffson - sergente di polizia di Holmdale
- Sir Montague Flushing  - presidente della Holmdale Company Ltd.
- Ursula Finch - direttrice e proprietaria del Holmdale Clarion
- Reverendo Rockwall - vicario della parrocchia di Holmdale
- Wilfred Spring - regista
- Dottor Arthur Reade - medico
- Myers -  direttore dell'ufficio postale
- Percy Godly - giovane ubriacone

## Critica
"La morte è impazzita (1931) di Macdonald è un romanzo pionieristico che tratta l'argomento di un serial killer sconosciuto. È preceduto da I delitti di Praed Street (1928) di John Rhode e dal pessimo (e razzista) Delitti di seta di Anthony Berkeley (1928). Il romanzo The Lodger di Marie Belloc Lowndes è molto precedente, ma parla di un sospetto conosciuto, in una serie di omicidi del tipo di quelli di Jack lo Squartatore, così come La morte cammina per Eastrepps di Francis Beeding. I romanzi di Rhode, di Berkeley e di Macdonald sono gli archetipi di una immensa serie di ulteriori romanzi che parlano di serial killer, come ad esempio Il gatto dalle molte code (1949) di Ellery Queen.
 Il libro di Macdonald sembra influenzato da H. C. Bailey. Come in Bailey, le vittime sono persone giovani e il movente dell'assassino, un perverso desiderio di vedere soffrire le persone, deriva direttamente dal lavoro di Bailey, vedi per esempioThe Unknown Murder (1923).
 Il colpevole viene infine catturato per mezzo di un buon lavoro di polizia, ma gli indizi a disposizione del lettore sull'identità dell'assassino sono inesistenti."
"Il romanzo è un precursore, uno dei primissimi  a parlare di delitti seriali, in un tempo in cui La serie infernale della Christie era ancora da venire: un romanzo controcorrente, la cui sola menzione basterebbe a cancellare tutta una fastidiosa appendicistica critica letteraria, che tende ad inquadrare il Giallo Classico come un genere morto e sepolto, incapace di generare tensione, e sostituirgli una paraletteratura, costituita da tutta una serie di opere cosiddette Noir, scordando che il genere dell'assassinio seriale, da thriller, nasce con Steeman e MacDonald. Ma se Steeman, con Le démon de Sainte-Croix inaugura il filone parlando di una serie di delitti apparentemente scollegati e poi che si rivelano uniti da un particolare veramente sorprendente, e la Christie inaugura l'assassinio multiplo che deve celare nella serie apparentemente scollegata l'interesse verso un solo assassinio (quasi che celando una cosa tra altre cose simili e mettendo il tutto alla luce del sole la si renda inconoscibile), Philip MacDonald provvede a estremizzare il genere. Infatti, per la prima volta in assoluto, assistiamo ad una litania di assassini, assolutamente scollegati l'uno dall'altro, associabili solo nei meandri inconoscibili di una mente malata che si diverte ad uccidere per il gusto di farlo, tenendo la polizia in scacco. (...) Un romanzo, in conclusione, di una disarmante modernità, che nell'assenza di qualsivoglia indizio illuminante e nella sconclusionata serialità della teoria di morti ammazzati, ben rende giustizia al titolo "La Morte è impazzita"".
Lo scrittore John Dickson Carr incluse questo romanzo nella lista dei dieci migliori gialli di tutti i tempi quando nel 1946 compilò il suo famoso saggio Il più splendido gioco del mondo (The Grandest Game in the World).

## Edizioni
- Philip MacDonald, La morte è impazzita, collana Il Giallo Mondadori n. 1446, Arnoldo Mondadori Editore, 1976.